# 丰特奈苏布瓦站
丰特奈苏布瓦站（法語：Gare de Fontenay-sous-Bois）是一座位于法国巴黎东南郊马恩河谷省丰特奈苏布瓦的快铁车站，在法兰西岛大区快速铁路A2支线上。 

## 历史
丰特奈苏布瓦站于1969年12月14日开始运行，作为法兰西岛大区快速铁路A2支线：布瓦西圣莱热分支上的一站。

### 乘客流量
据巴黎大众运输公司（RATP）的数据，2011年丰特奈苏布瓦站的入站乘客总人次数为2410731人次。

## 车次
丰特奈苏布瓦站在正常时段的发车频率是10分钟一班，高峰时期的发车频率是每小时12班次。晚间的发车频率是15分钟一班。 

## 换乘路线
丰特奈苏布瓦站位于巴黎三环（zone 3），没有与其他地铁、快铁或高铁接轨。车站东侧出口有大型的公交车站，接驳邻近地区的公交车线路： 
- RATP公交线路：124 210 524

## 图集

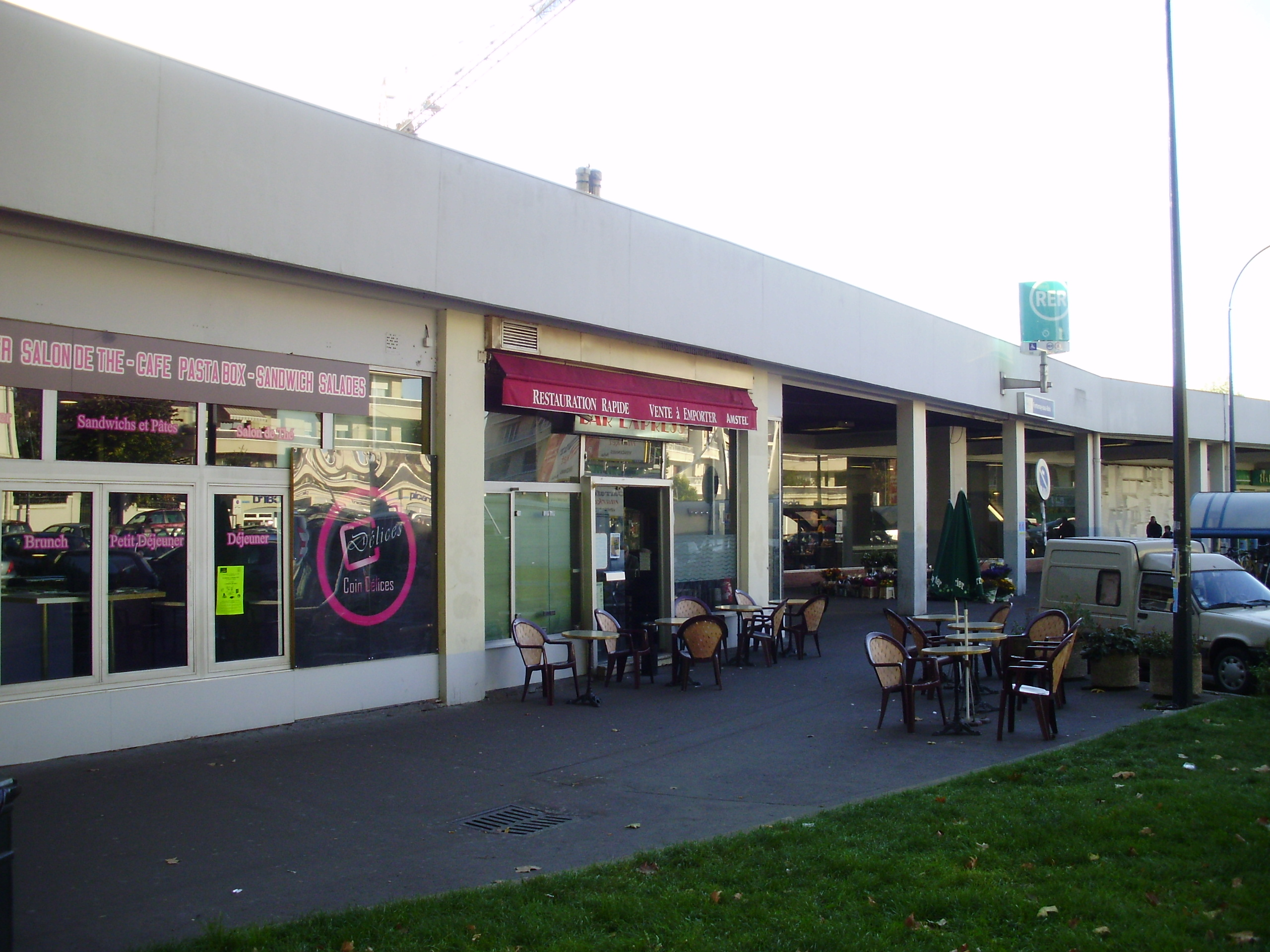
车站主入口
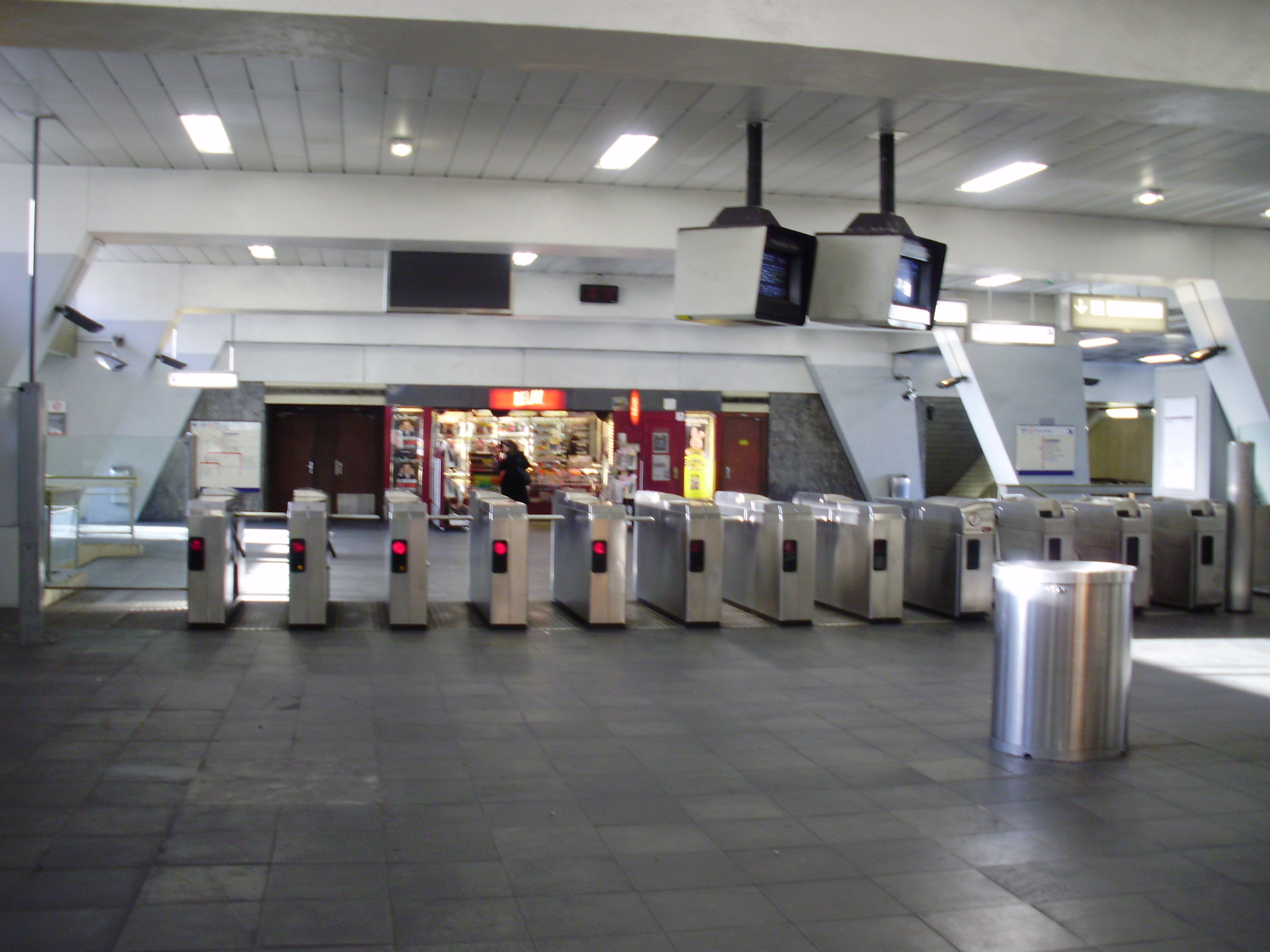
车站大堂
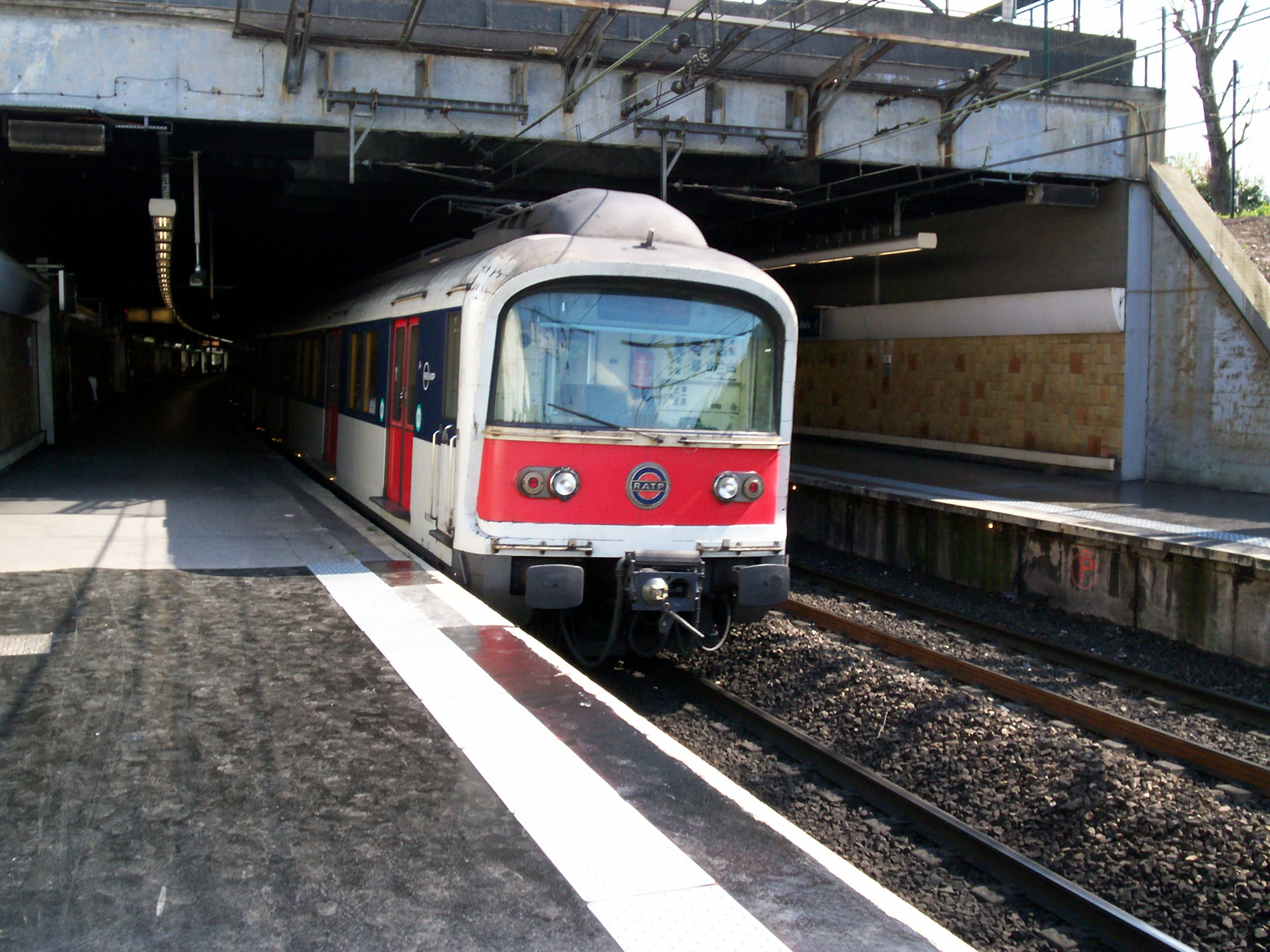
布瓦西圣莱热方向的一列车
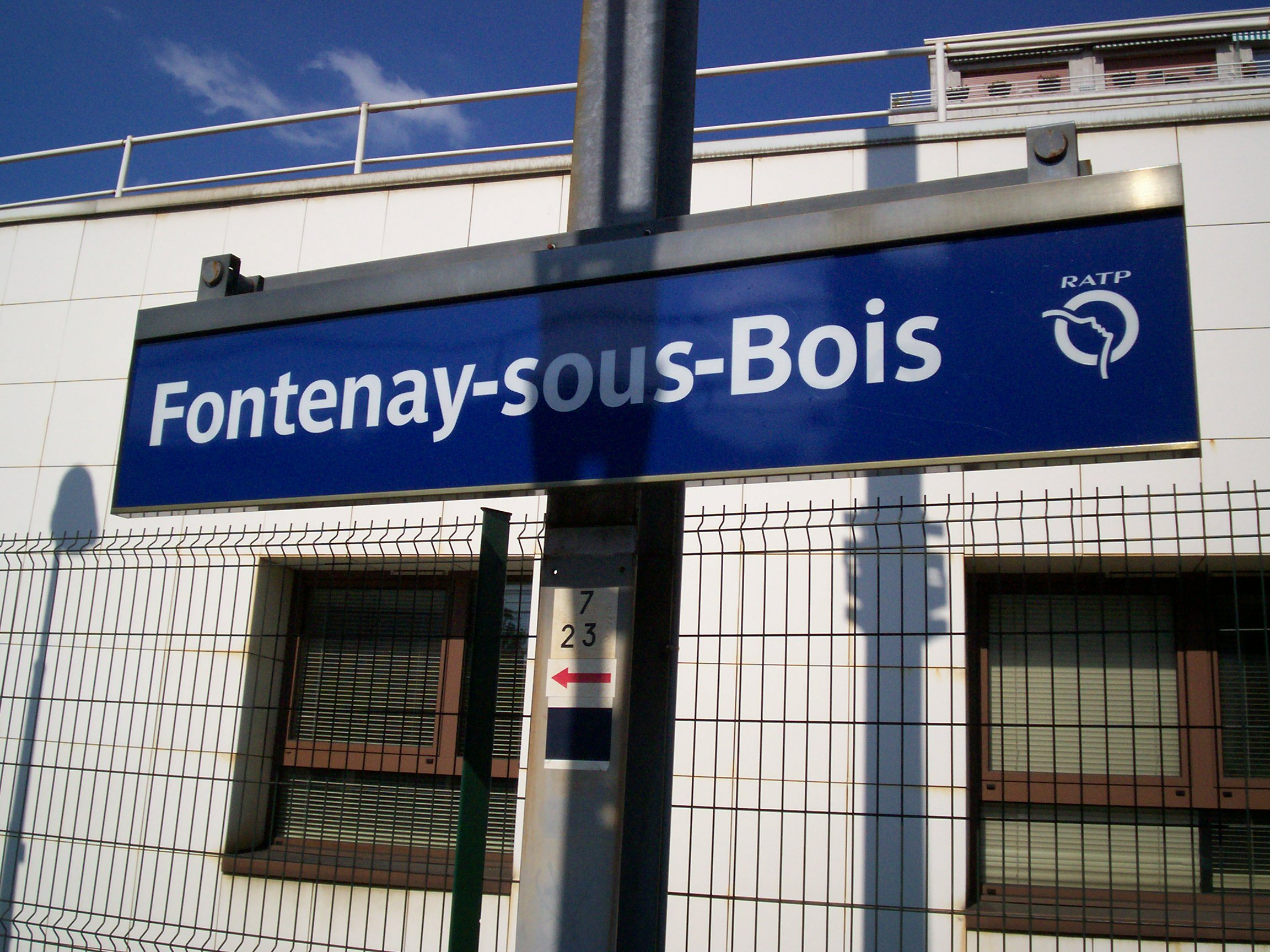
车站的站牌